# P-01H
ドコモ ケータイ P-01H（ドコモ ケータイ ピー ゼロ いち エイチ）は、パナソニック モバイルコミュニケーションズによって開発された、NTTドコモの第3世代移動通信システム（FOMA）端末である。ドコモ ケータイの端末で、最後のiモード端末でもある。

## 概要
2014年11月に発売されたP-01Gの後継機種である。メインディスプレイは3.4インチ大型ディスプレイを引き続き採用。80ドットの超大サイズ表示はP-01Gから対応範囲が拡大され、受信メール・送信済みメールに加え、メール新規作成時、電話帳、発着信履歴でも可能となった。メニュー画面もアイコンや文字サイズを大きくしたほか、7種類が用意されているメニュー画面のうち、「ベーシック（白）」又は「ベーシック（黒）」選択時は第二階層でも大きく表示されるようになった。「屋外モード」は従来のコントラスト強調にバックライト輝度のアップが追加された。パナソニックの代表機能である「ワンプッシュオープンボタン」は本機種でもそのまま継承されている。
新機能として、歩数計が追加された。歩数だけでなく、歩行距離・消費カロリー・脂肪燃焼量も併せて表示するほか、週間/月間データの表示も可能。P-01Gから引き続き継承されている「マルチワンタッチボタン」を押すことで歩数計のデータの呼び出しができるほか、待受画面に常時表示したり、サブディスプレイに歩数を表示することが可能である。Bluetoothも引き続き搭載しており、カーナビゲーションや別売りのワイヤレスイヤホンセット03と接続してのハンズフリー通話やAndroidを搭載したスマートフォンやタブレットとの画像送受信も可能である。画像送受信については、P-01H同士や前機種のP-01Gとでも可能である。おサイフケータイも引き続き搭載する。
また、あらかじめメールアドレスと送信時刻（メールアドレスは最大3件まで、送信時刻は最大3つまで）を登録することで、指定した送信時刻に歩数計データ、端末を開いた回数、電池残量などをメールで通知する「みまもりメール」も新たに搭載したほか、防水（IP5X/IP7X等級相当）・防塵（IP5X等級相当）対応、1000mAhの長持ちバッテリー、約630MBの大容量メモリも引き続き採用している。
このほか、通話中の画面に「音声メモ」と「保留」ボタンを追加し、操作性が向上された。
2016年11月2日にiモードケータイの出荷を同年中に終了することが発表されたため、本機種がiモード対応モデルとして最終機種となった。
| 主な対応サービス                   | 主な対応サービス                                                    | 主な対応サービス                       | 主な対応サービス                                     |
| ---------------------------------- | ------------------------------------------------------------------- | -------------------------------------- | ---------------------------------------------------- |
| タッチパネル                       | FOMAハイスピード （送信2.0Mbps/受信7.2Mbps）                        | Bluetooth                              | DCMX／おサイフケータイ                               |
| iアプリオンライン／地図アプリ      | 直感ゲーム／メガiアプリ                                             | iウィジェット                          | マチキャラ／iコンシェル                              |
| ホームU／ポケットU                 | GPS／オートGPS／ケータイお探し                                      | デコメール／デコメ絵文字／デコメアニメ | iチャネル                                            |
| 着もじ                             | テレビ電話/キャラ電                                                 | ケータイデータお預かりサービス         | フルブラウザ                                         |
| おまかせロック／バイオ認証         | 外部メモリーへiモードコンテンツ移行／ユーザーデータ一括バックアップ | トルカ                                 | iC通信／iCお引越しサービス                           |
| きせかえツール／ダイレクトメニュー | バーコードリーダ／名刺リーダ                                        | 2in1                                   | エリアメール／ソフトウェアーアップデート自動更新     |
| GSM／3Gローミング（WORLD WING）    | 着うたフル／うた・ホーダイ                                          | Music&Videoチャネル／ビデオクリップ    | デジタルオーディオプレーヤー(WMA)(AAC)(SDオーディオ) |

## プリインストールiアプリ
- 地図アプリ
- DCMXクレジットアプリ
- iD設定アプリ
- Gガイド番組表リモコン
- 楽オク☆アプリ
- ドコモ料金案内
- Mobage
- リバーシ
- ハイパー四川省
- モバイルSuica登録用iアプリ
- 電子マネー「nanaco」
- ゴールドポイントカード
- ビックポイント機能付きケータイ
- ANAモバイルAMCアプリ
- おサイフケータイWebプラグイン

## 歴史
- 2015年
  - 9月30日 - 2015-2016冬春モデルの1機種として開発を発表し、事前受付を開始[7]。
  - 11月24日 - 発売日を発表[8]。
  - 11月27日 - 販売開始。